# Mitsubishi Lancer
Mitsubishi Lancer (яп. 三菱・ランサー) — семейство легковых автомобилей субкомпактного и компактного класса, выпускавшихся компанией Mitsubishi Motors с 1973 по 2024 год. Также автомобили выпускались/продавались в разных странах и в разное время под другими названиями.
В США (компанией Chrysler), а также Канаде, Австралии Dodge/Plymouth Colt, Chrysler Valiant Lancer, Chrysler Lancer, Eagle Summit; В Европе Colt Lancer; В странах Азии Hindustan Lancer, Soueast Lioncel, Mitsubishi Carisma, Galant Fortis, и Mitsubishi Mirage. Кроме того, продавался как Lancer Fortis на Тайване с небольшими отличиями в экстерьере по сравнению с Galant Fortis.
С момента начала производства в 1973 году и по 2008 год было продано более шести миллионов машин.

## Mitsubishi Lancer Evolution

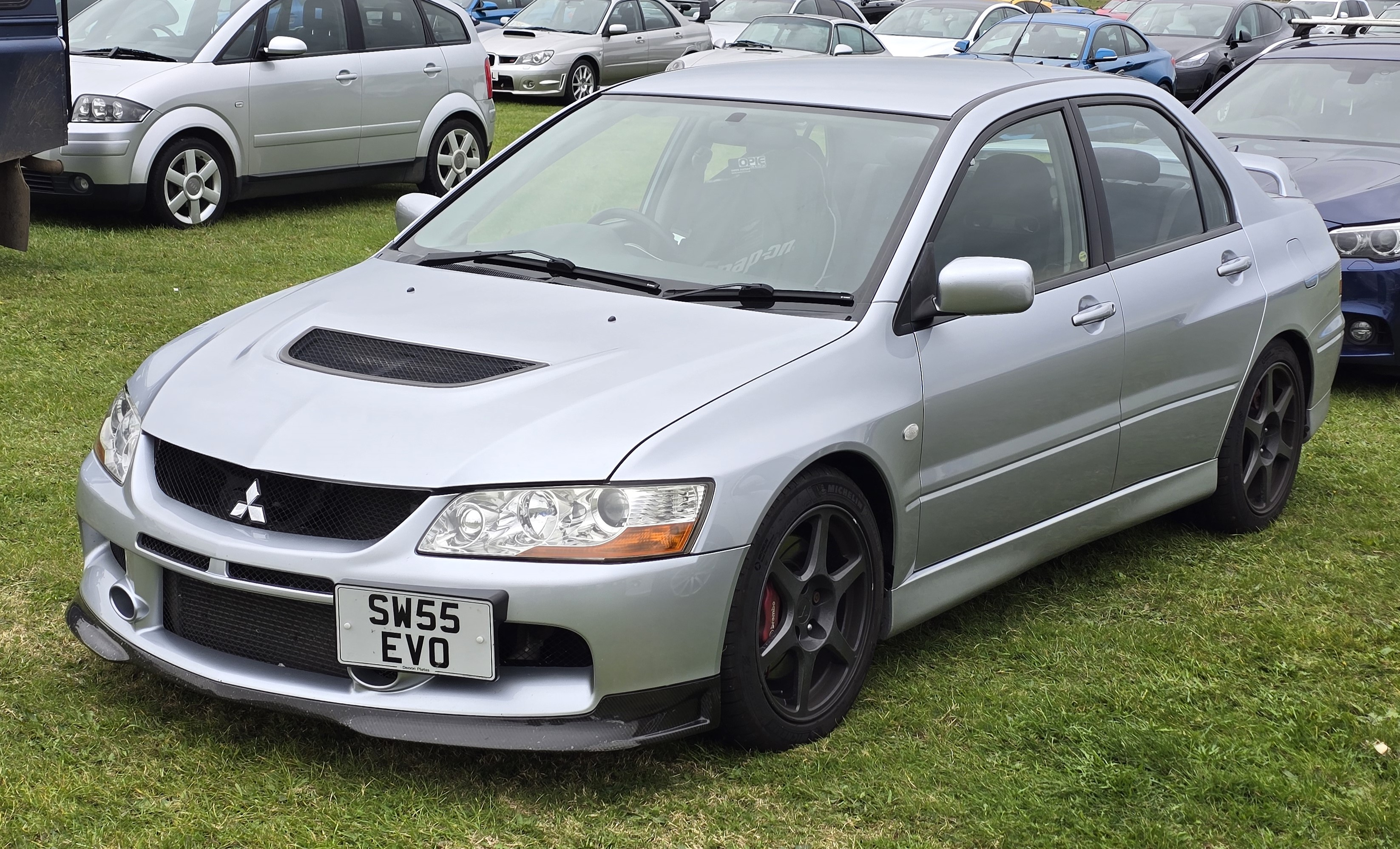
Mitsubishi Lancer Evolution IX, машина 2005 года выпуска

Mitsubishi Lancer Evolution или Mitsubishi Lancer Evo — спортивный вариант Lancer. Выполнен в кузове седан. Изредка руками мастеров создавались универсалы, но это единичные экземпляры. Внешне, начиная с шестого поколения, Lancer Station Wagon отличается от стандартного Lancer бамперами, радиаторной решёткой, расширенными колёсными арками, капотом, спойлером. Имеет более мощный двигатель (до 10-го поколения ставился 4G63, славившийся своей работоспособностью в тяжёлых условиях), более жёсткий усиленный кузов, полный привод и только механическую коробку переключения передач (кроме Evolution 10, а также более ранних версий для японского рынка (Evolution 7 GTA).
Существует 10 поколений Mitsubishi Lancer Evolution. Спортивная версия Mitsubishi Lancer X отличается усиленным кузовом, расширенной базой, новым турбированным двигателем, наличием постоянного дифференциального полного привода и спортивного обвеса.

## Первое поколение
Первый Mitsubishi Lancer (A70) был выпущен в феврале 1973 года. Он служил для заполнения разрыва между Minica и большим Galant.

Существовали четыре типа кузова: двухдверный седан, четырёхдверный седан, двухдверный хардтоп и пятидверный универсал. Двигатели были четырёхцилиндровыми с различным рабочим объёмом: 1,2 литра, 1,4 литра, и 1,6 литра. Спортивная раллийная версия 1600 GSR выигрывала два раза Safari Rally и четыре раза Southern Cross Rally в Австралии.
Автомобиль также продавался под другими названиями:
- Dodge Colt (США, 1977—1979)
- Dodge Lancer (В некоторых странах Латинской Америки)
- Colt Lancer (Некоторые европейские рынки)
- Chrysler Lancer/Valiant Lancer LA/LB (Австралия, 1974—1979)
- Plymouth Colt (Канада)

### Celeste

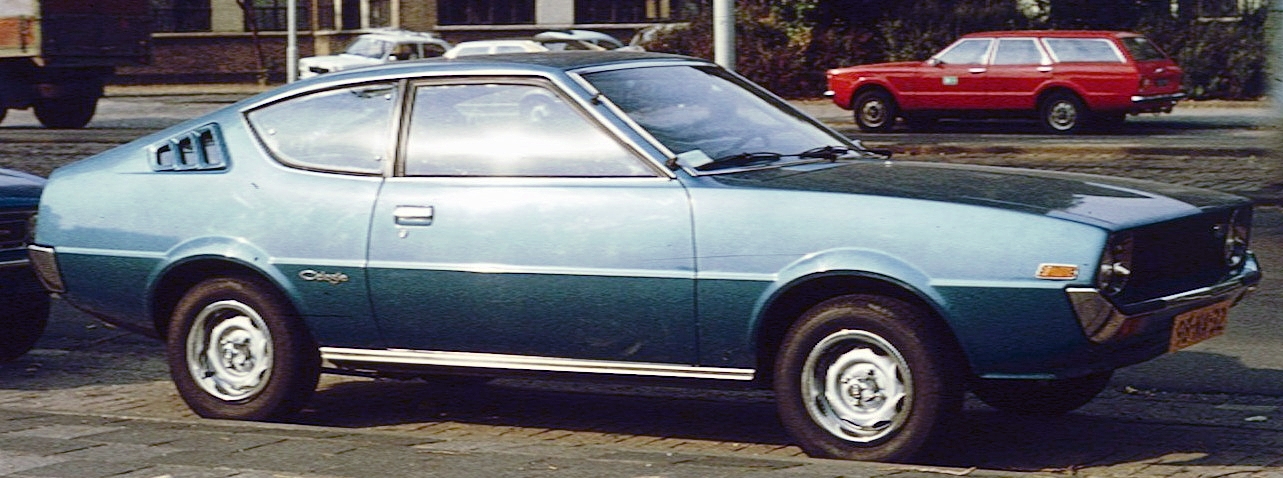
1975-1977 Mitsubishi Lancer Celeste (A70) в кузове лифтбек

В феврале 1975 года Lancer был дополнен купе под названием Mitsubishi Lancer Celeste, заменив Galant FTO. Также назывался Mitsubishi Celeste или Colt Celeste на некоторых рынках, а также продавался Chrysler Lancer Coupe (LB/LC) в Австралии, Dodge Lancer Celeste в Сальвадоре, Plymouth Arrow в США, и Dodge Arrow в Канаде.
Mitsubishi/Colt Celeste первоначально был доступен с 1,4- и 1,6-литровыми двигателями, позднее был добавлен 2,0-литровый двигатель. Версия с самым большим 2,6 литровым двигателем продавалась как Plymouth Fire Arrow и была доступна только на рынке США. Модель Celeste была обновлена в 1978 году, получив угловатые фары и большие бампера. Производство Lancer Celeste закончилось в июле 1981 года, так как была заменена на переднеприводную модель Cordia в начале 1982 года.

## Второе поколение

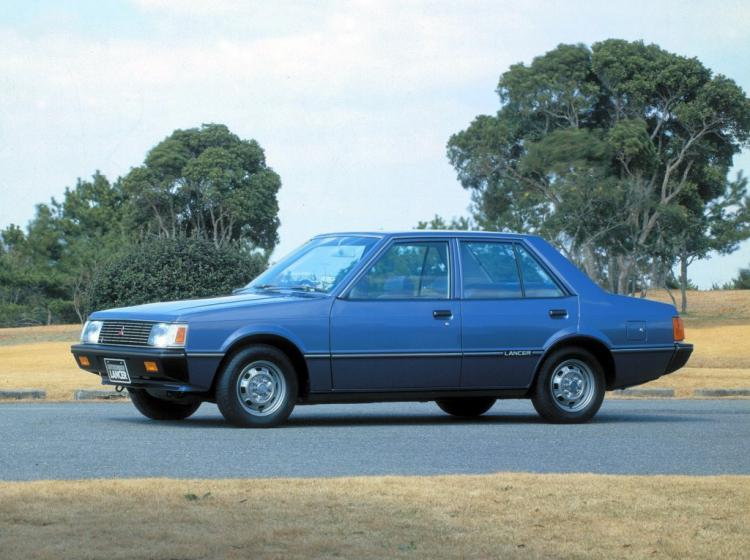
Mitsubishi Lancer II 1979 года выпуска

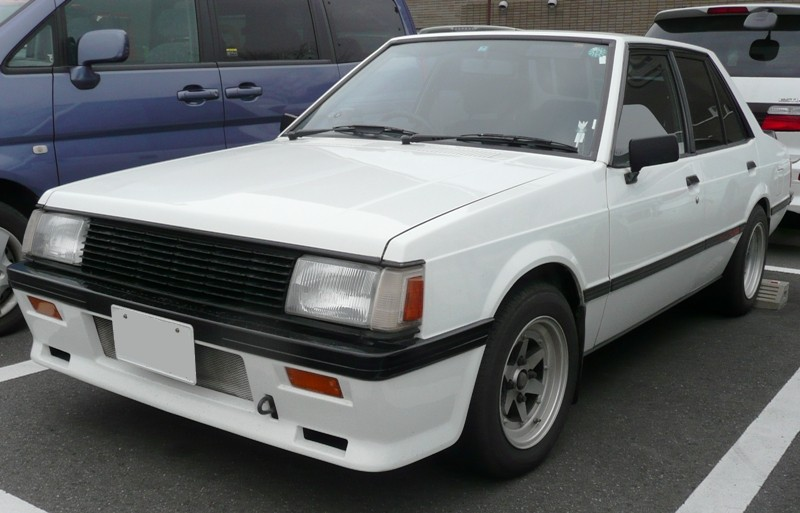
Lancer II GSR Turbo

Lancer EX был представлен В 1979 году в Японии. Модель имела более строгие «рубленые» формы с интегрированными бамперами, и хорошей аэродинамикой. В отличие от предыдущей модели намечалось большая ориентация на европейский рынок. Изначально предлагались три типа двигателей:
- 1,4 л MCA-JET, с фирменной технологией «Mitsubishi’s Silent Shaft» мощностью 80 л. с. (60 кВт).
- 1,6 л, мощностью 85 л. с. (63 кВт)
- 1,6 л, мощностью 100 л. с. (75 кВт)

MCA-JET была более современной технологией, чем карбюраторные двигатели. MCA (от англ. Mitsubishi Clean Air) — система улавливания паров бензина, а также сокращения выброса картерных газов, созданная в целях охраны окружающей среды. Была использована оригинальная система снижения токсичности отработавших газов, делая автомобиль полностью соответствующим всем экологическим стандартам Японии и США. Конструкция головки блока цилиндров двигателя имела третий клапан (или Jet-клапан), который обеспечивал дополнительный приток воздуха в камеру сгорания, повышая эффективность процесса окисления (сгорания) топлива. Другая новинка Lancer — технология Silent Shaft (рус. тихий вал), которая представляет собой два балансирных вала, вращающихся в разных направлениях, снижая тем самым уровень вибраций и шума и обеспечивая более плавный ход. MCA-JET позволила добиться высокой экономичности; расход топлива составлял 4,54 л/100 км в 10-режимном тесте топливной экономичности, и 3,12 л/100 км при движении со скоростью 60 км/ч при испытании на динамометрическом стенде).
Двигатель Sirius 80 с объёмом 1,8 л был добавлен в ассортимент в 1980 году, вместе с новым 1,2-литровым 70 л. с. (52 кВт) двигателем. Также в 1980 году был представлен турбированный 135-сильный (99 кВт) двигатель для спортивных модификаций, а в 1983 году — 165-сильный (121 кВт) с турбонаддувом и интеркулером.

### Японские модификации и доработка автомобиля
- 1400SL — четырёхдверный седан, c двигателем 1.4 л, с четырёхступенчатой механической коробкой передач. Пятиступенчатая коробка была доступна позднее (1979—1987)
- 1200SL — то же, что SL, но с двигателем 1.2 л (1979—1983)
- 1400GL — SL с трёхступенчатой автоматической коробкой (1979—1983)
- 1400SL A/T — то же самое, что и SL, с незначительными изменениями (1983—1987)
- 1600XL — четырёхдверный седан, с двигателем 1.6 л, с АКПП(1979—1983)
- 1600XL Люкс — то же самое, что XL, но с другим интерьером (1983—1987)
- 1800SE — четырёхдверный седан с двигателем 1.8 л, мощностью 100 л. с., с пятиступенчатой механической коробкой передач или трёхступенчатой АКПП (1981—1983)
- 1800GSR Турбо — четырёхдверный седан с турбированным двигателем 1.8 л, мощностью 135 л. с., с эстетическими модернизациями (1981—1983)
- 1800GT Turbo — то же, что и GSR, с другим обвесом (1981—1983)
- 1800GSR Turbo Intercooler с турбированным двигателем 1.8 л и интеркулером, мощностью 160 л. с. (1983—1987)
- 1800GT Turbo Intercooler— то же, что GSR Turbo, но с другим обвесом (1983—1987)
- 1800GSL Turbo — то же, что предыдущая версия, с двигателем Turbo GSR/GT и трёхступенчатой АКПП и двухкассетной стереосистемой.

## Третье и четвёртое поколение
Третье поколение
В 1982 году был произведен фейслифтинг (рестайлинг) переднеприводной модели Mirage, выпускавшейся с 1978 года. Версия нового Mirage с кузовом седан продавалась как Lancer Fiore, чтобы отличать автомобиль от ещё выпускавшегося Lancer второго поколения, а также на разных рынках как Lancer и Mirage Sedan. В Австралии Lancer третьего поколения иногда продавался под наименованием Mitsubishi Colt Sedan, с незначительными косметическими изменениями. В Германии этот автомобиль продавался как Lancer F. Наряду с этим, в некоторых странах продолжалось производство пользовавшегося популярностью заднеприводного Lancer предыдущего поколения. Таким образом, у Mitsubishi было две модели одного класса, конкурирующих в одном и том же сегменте рынка.

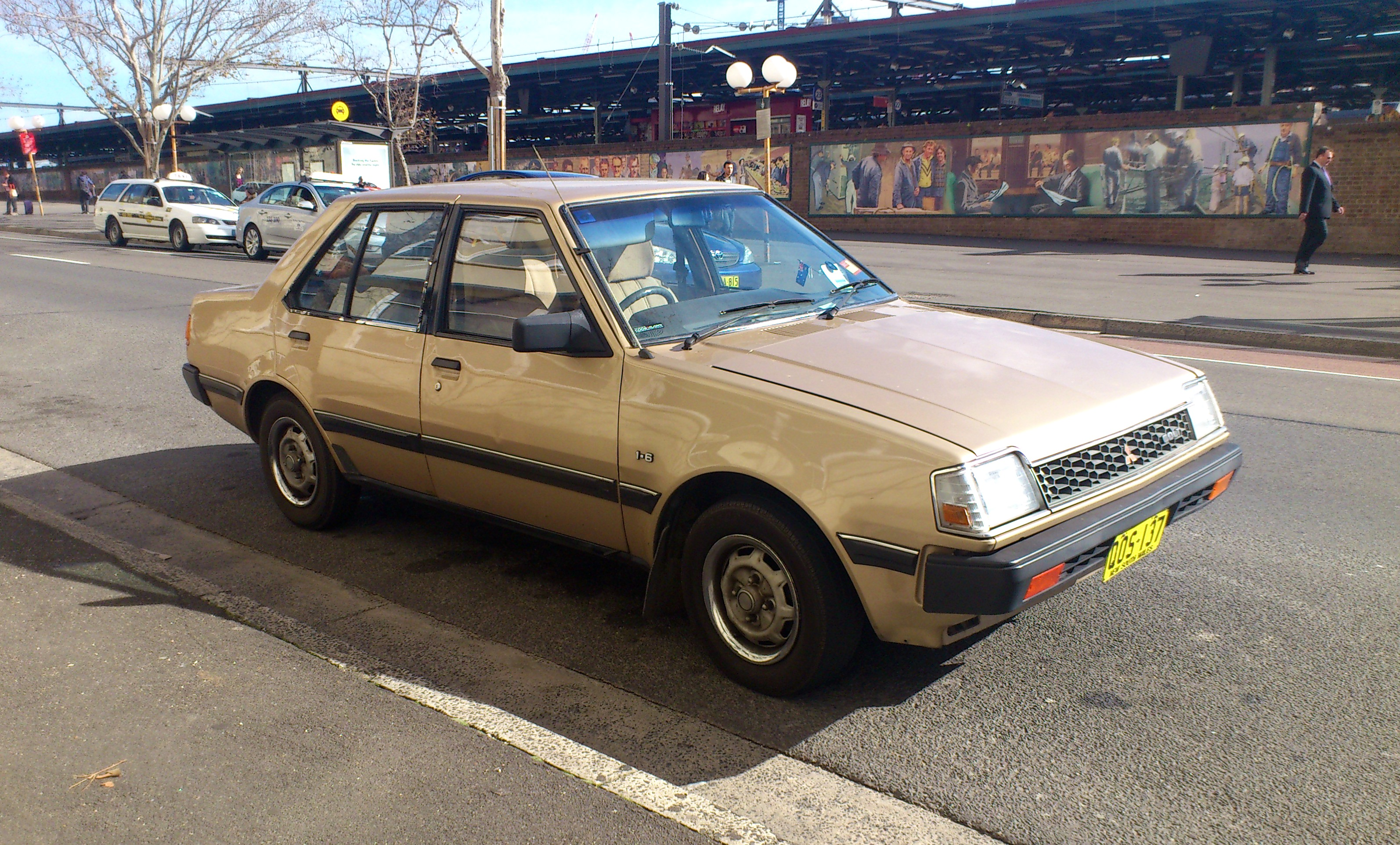
Mitsubishi Colt Sedan.
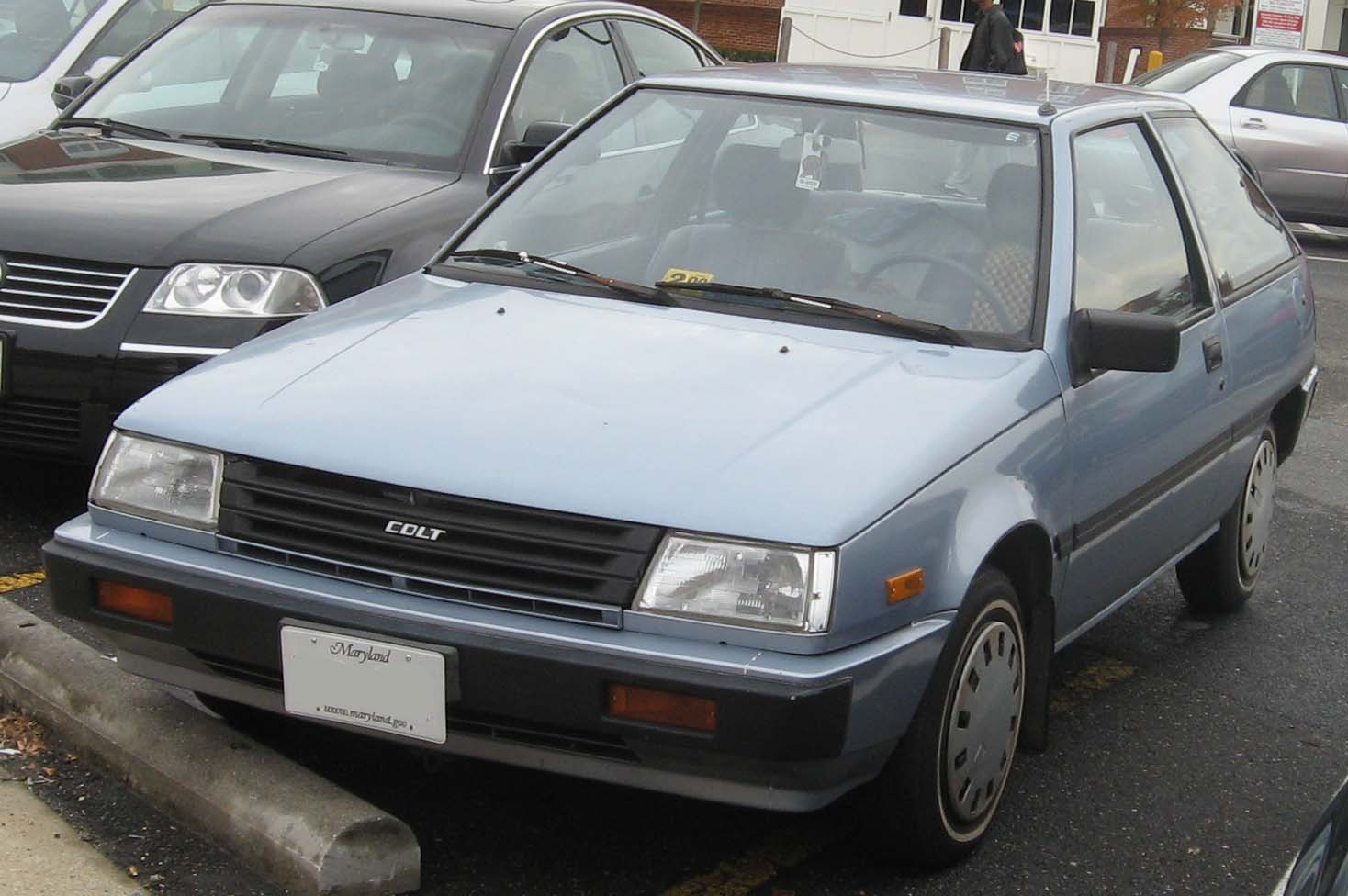
3-дверный хетчбэк Dodge Colt (США).

Четвертое поколение
В 1983 году вышло новое поколение Mirage. Четырёхдверный седан Mirage также продавался как Lancer, как и модификация с кузовом универсал, остававшаяся в производстве большую часть 1980-х годов. Был доступен новый инжекторный двигатель G31B объёмом 1.5 л. С 1985 года Mirage и Lancer оснащались двигателями с турбонаддувом, которые продавались как Colt Turbo в Европе и как Dodge/Plymouth Colt в США. В 1985 году модификация в кузове универсал, получила популярную полноприводную версию. Часто наименования Mirage (или Colt) использовались для обозначения трёхдверного хетчбэка, а наименование Lancer использовалось по остаточному принципу.

Эта модель стала базой для седана Saga марки Proton, который производился вплоть до начала 2008.

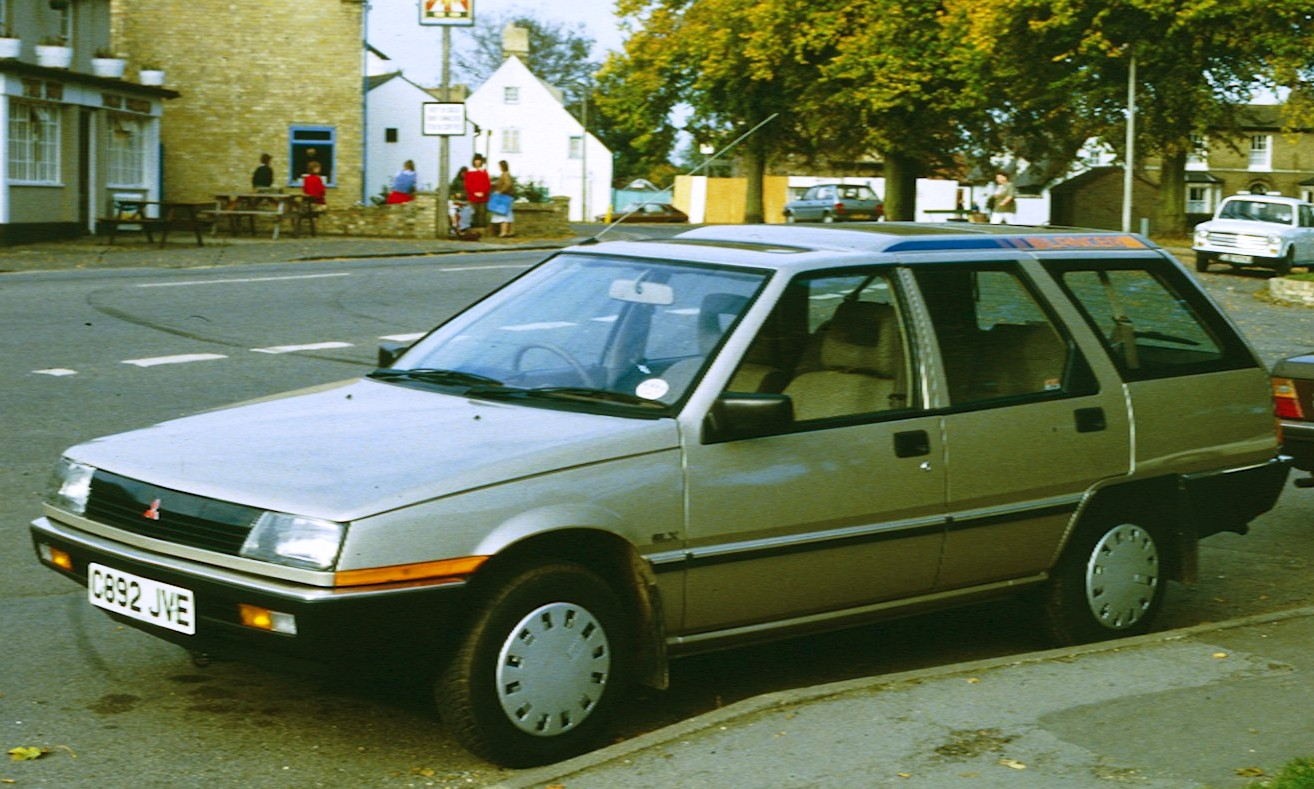
1987 Mitsubishi Lancer универсал.

## Пятое поколение
В 1988 году Lancer получил новую, более аэродинамичную форму кузова, выполненную в стилистике модели Galant. В программу был добавлен пятидверный хетчбэк. Деление на Mirage и Lancer продолжилось. Универсал по-прежнему производился на старой платформе и в старом кузове предыдущего поколения, представленный на некоторых рынках как пятидверная версия Mirage. В Австралии все модели продавались как Mitsubishi Lancer, изначально обозначенные, как CA series, и с 1990-го, как CB series. В Северной Америке автомобиль носил название Dodge Lancer. В Японии седан продавался как Mirage Aspire.

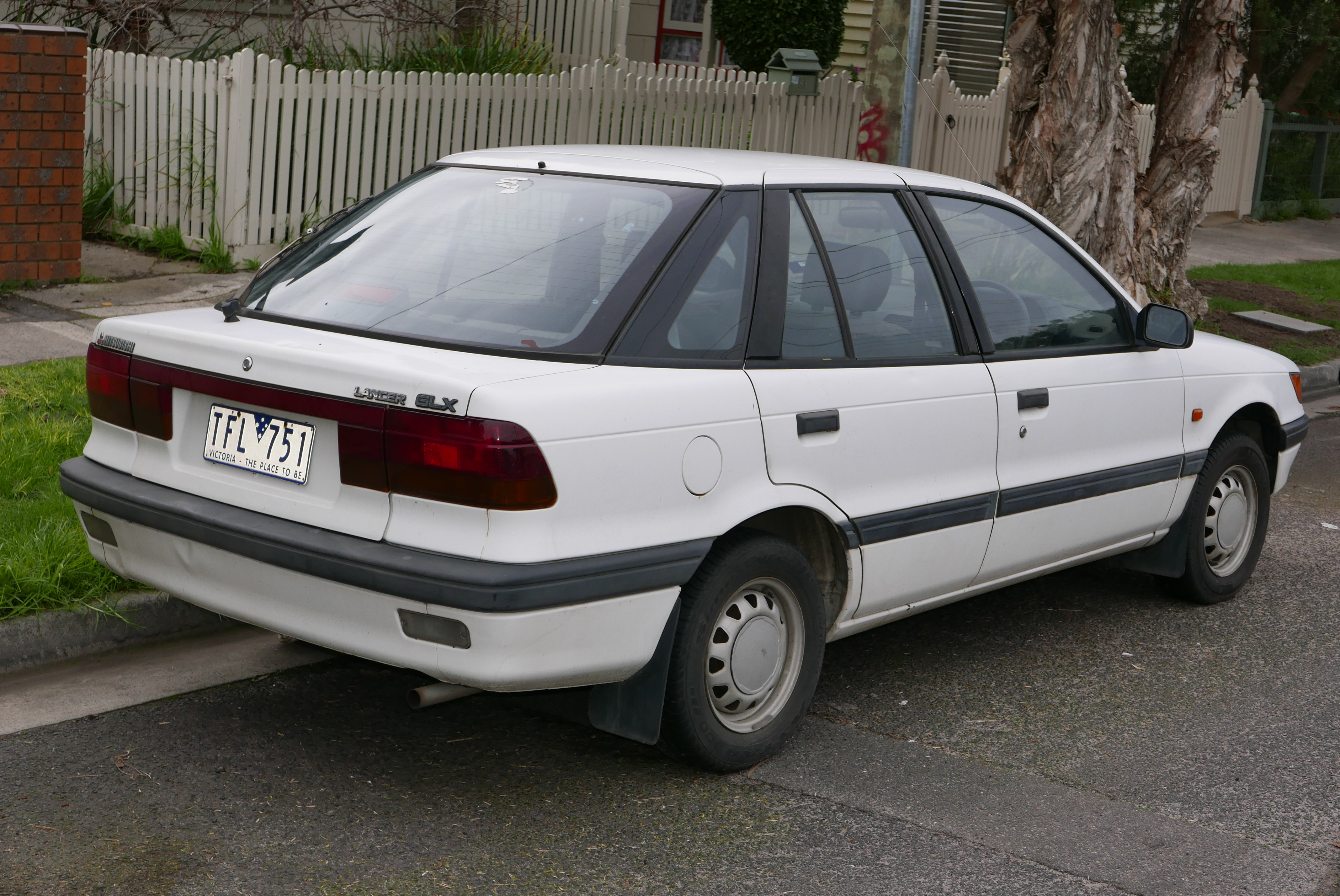
Лифтбэк Lancer, Австралия.

В пятом поколении появился также кузов лифтбэк; седаны Mirage продавались и как Mirage Sedan, и как Lancer, лифтбэки же продавались только как Lancer.
На некоторых рынках была представлена версия «фургон» — трёхдверный хетчбэк без задних боковых окон.
Устанавливались бензиновые двигатели Orion (4G15) объёмом 1.3 л и 1.5 л, двигатель DOHC 4G61 объёмом 1.6 л и двигатель Sirius 1.8 л. Дизельный двигатель объёмом 1.8 л с двумя клапанами на цилиндр достался от предыдущего поколения. Двигатели агрегатировались с пятиступенчатой механической КПП или четырёхступенчатой автоматической КПП.

## Шестое поколение

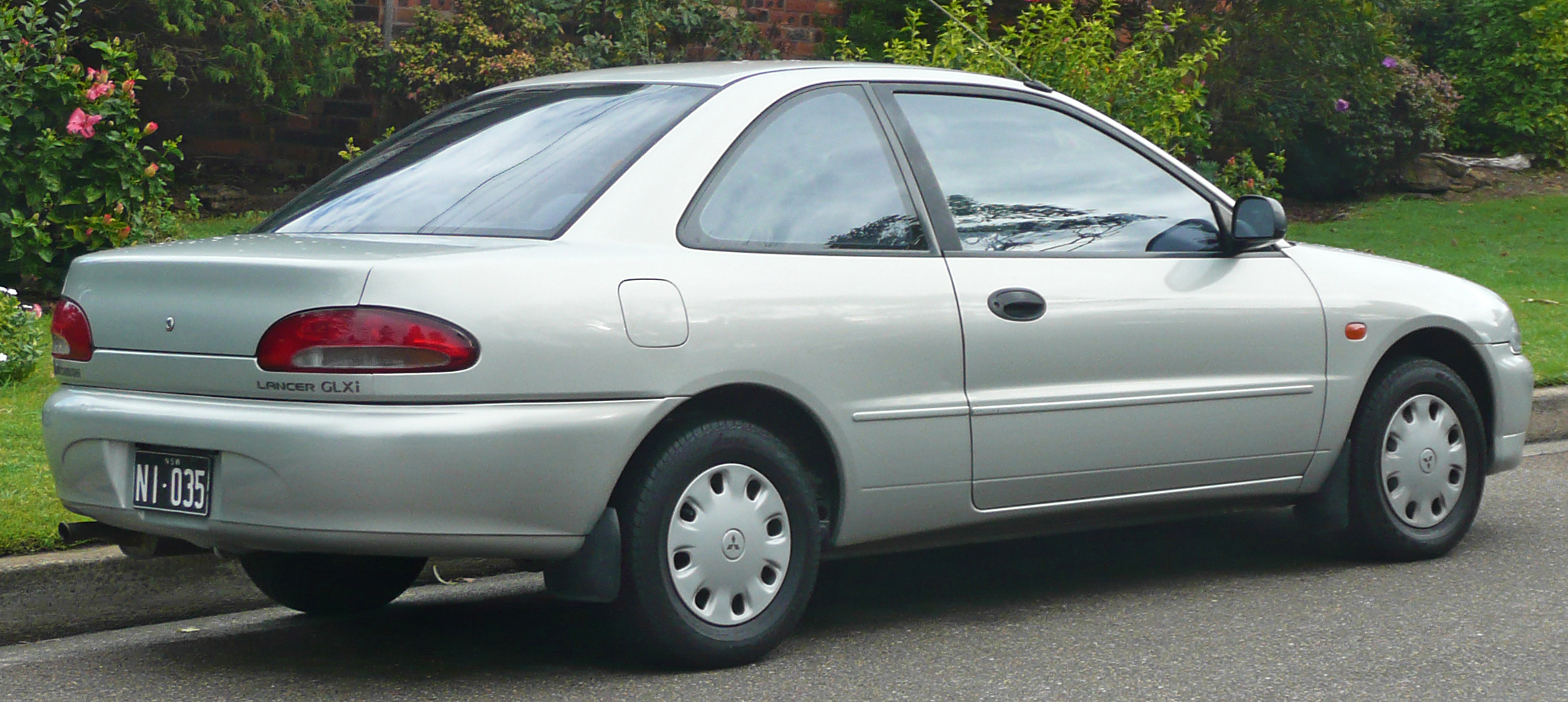
Двухдверное купе Lancer/Mirage Asti.

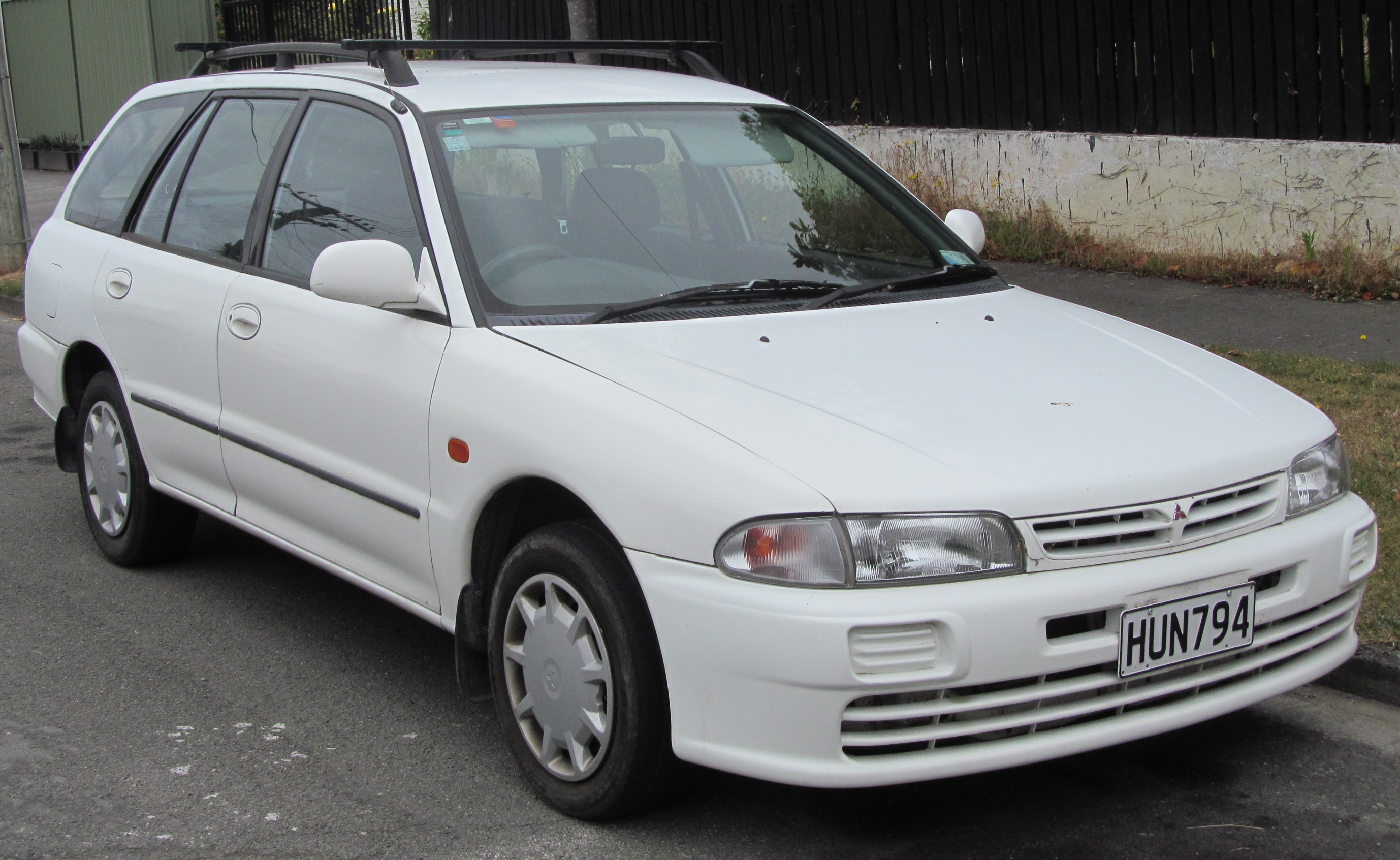
Универсал Lancer.

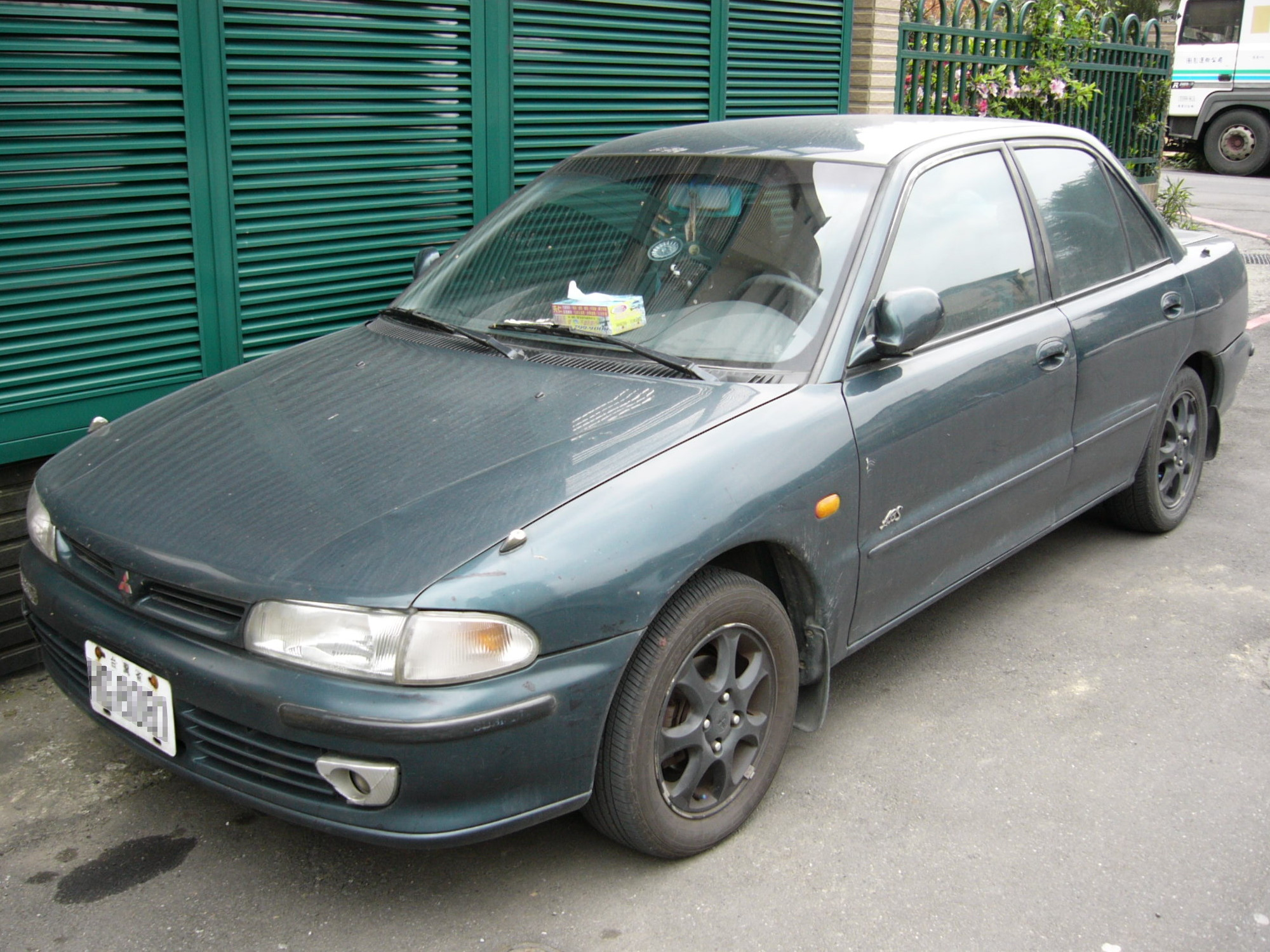
Mitsubishi Lancer шестого поколения (кузов CB4A)

Новое поколение Mirage и Lancer появилось в 1991 году. Как и многие автомобили тех лет, кузов новой модели получил округлые формы. Седан с шестиоконным дизайном продавался как Mirage, а с четырёхоконным дизайном — как Lancer. Но седан Lancer получил более угловатые спортивные формы и другую решетку радиатора, в отличие от округлых форм Mirage. Двухдверное купе продавалось как Lancer на внешних рынках и как Mirage Asti в Японии.
В 1993 году универсал Lancer, названный Libero в Японии, был поставлен на конвейер. На базе универсала существовал также электромобиль Libero EV, работавший на NiCd аккумуляторах (только в Японии).
Выбор двигателей и трансмиссий стал гораздо шире. Как и раньше, предлагались бензиновые двигатели с объёмом от 1.3 до 1.8 л, кроме этого предлагались двигатели 1.8 и 2.0 л с турбонаддувом и дизели объёмом 1.8 л и 2.0 л, а также вариант с шестицилиндровым двигателем V6 с объёмом 1.6 л, что делало его самым маленьким серийным V6. Заряженная версия GSR с турбированным двигателем сформировала основу для Lancer Evolution и была запущена с сентября 1993, используя полноприводную трансмиссию успешного автомобиля Galant VR4 (Galant шестого поколения).
Lancer шестого поколения производился по лицензии в Малайзии под маркой Proton Wira с кузовами седан и универсал с 1993 года с двигателями с рабочим объёмом 1.3 л, 1.5 л, 1.6 л и 1.8 л. Некоторое время двухлитровые дизельные модели также можно было приобрести. Модель заменила на конвейере Proton Saga, основанной на Lancer четвёртого поколения.

#### Австралия
В Австралии это поколение официально называлось «серия CC» (1992—1996). Продавался в следующих модификациях: двухдверный двухместный закрытый кузов (купе), четырёхдверный седан, универсал и пятидверный хетчбэк (по существу перенесённый от предыдущего поколения). Модель GL была последним Lancer, который использовал карбюраторный двигатель. Последующие модели были оборудованы двигателями с системой электронного впрыска топлива. Это поколение продавалось до 1996, когда оно было заменено популярной моделью серии CE.
Комплектации:
- GL — двухдверный двухместный закрытый кузов, четырёхдверный седан и автомобиль с кузовом «универсал». Оснащались двигателями объёмом 1.5 л мощностью 91 л. с.(67 кВт).
- GLXi — двухдверный двухместный закрытый кузов, четырёхдверный седан и универсал. Оснащался двигателями 4G93 SOHC мощностью 86 кВт, с объёмом 1.8 л вместо 1.6-литрового варианта, из-за низкого качества бензина АИ-92 в Австралии.
- Business — четырёхдверный седан и универсал. Оснащались 1.8 л двигателями 4G93 SOHC мощностью 117 л. с.(86 кВт).
- GSR — четырёхдверный седан. Оснащался 1.8-литровым турбированным двигателем 4G93t DOHC мощностью 192 л. с.(141 кВт).

## Седьмое поколение
В марте 1995 года дебютировал Mitsubishi Mirage пятого поколения (CJ, CK, CL, CM, CN, CP). Как и прежде, модификации в кузовах CK (седан) и CJ (купе/хетчбэк) продавались как Lancer. Новые кузова отличались в основном увеличенным размером, а также увеличенными задними треугольными блок-фарами. Стандартным оснащением стала подушка безопасности водителя, а пассажирская подушка предлагалась за доплату. В Европе Lancer вынужденно конкурировал с чуть более крупным седаном Mitsubishi Carisma, производство которого на заводе в Голландии было налажено в том же году. Европейским покупателям предлагались двигатели объёмом 1,3 л и 1.6 л. Двигатели 4G92 объёмом 1.6 л оснащались системой изменения фаз газораспределения MIVEC. Также на выбор предлагалась механическая и автоматическая адаптивная КПП. В других странах выбор силовых агрегатов был гораздо шире. В Японии также продавались полноприводные модификации в кузовах трехдверный хетчбэк и четырёхдверный седан с моторами объёмом 1.5 л и 1.8 л и турбированным двигателем 4G93 объёмом 1.8 л.

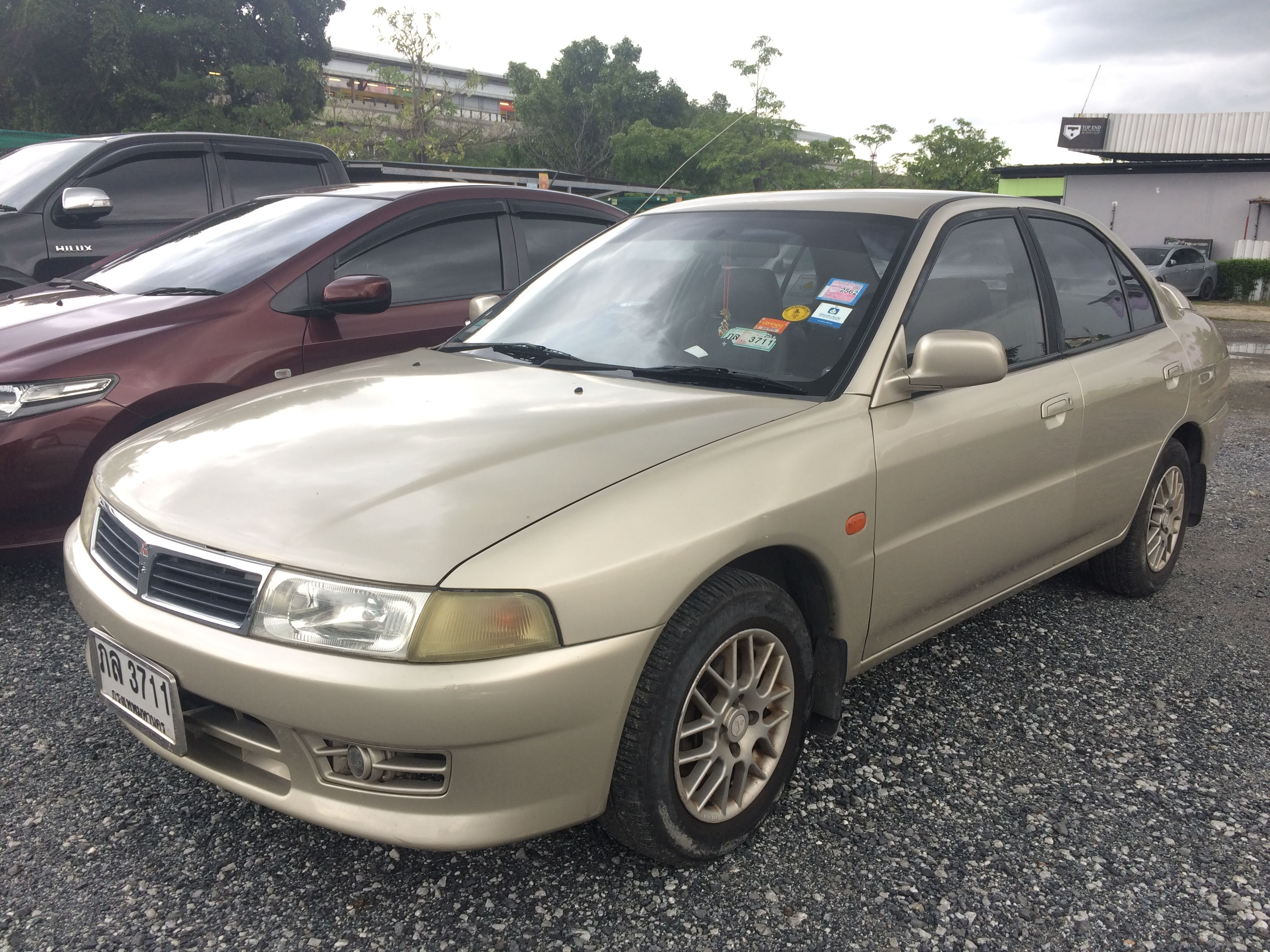
Mitsubishi Lancer VII в кузове седан.
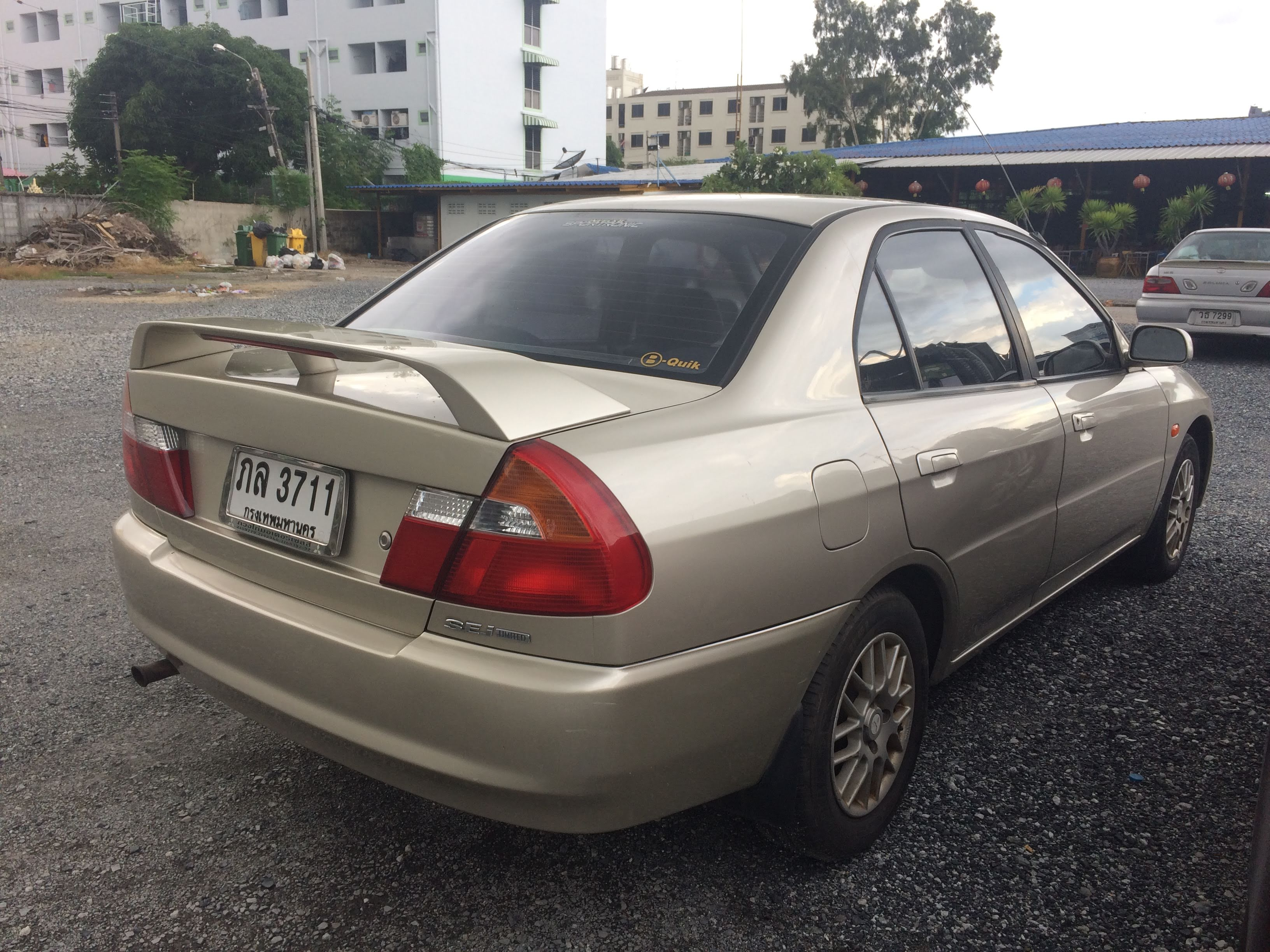
Mitsubishi Lancer VII в кузове седан, вид сзади.
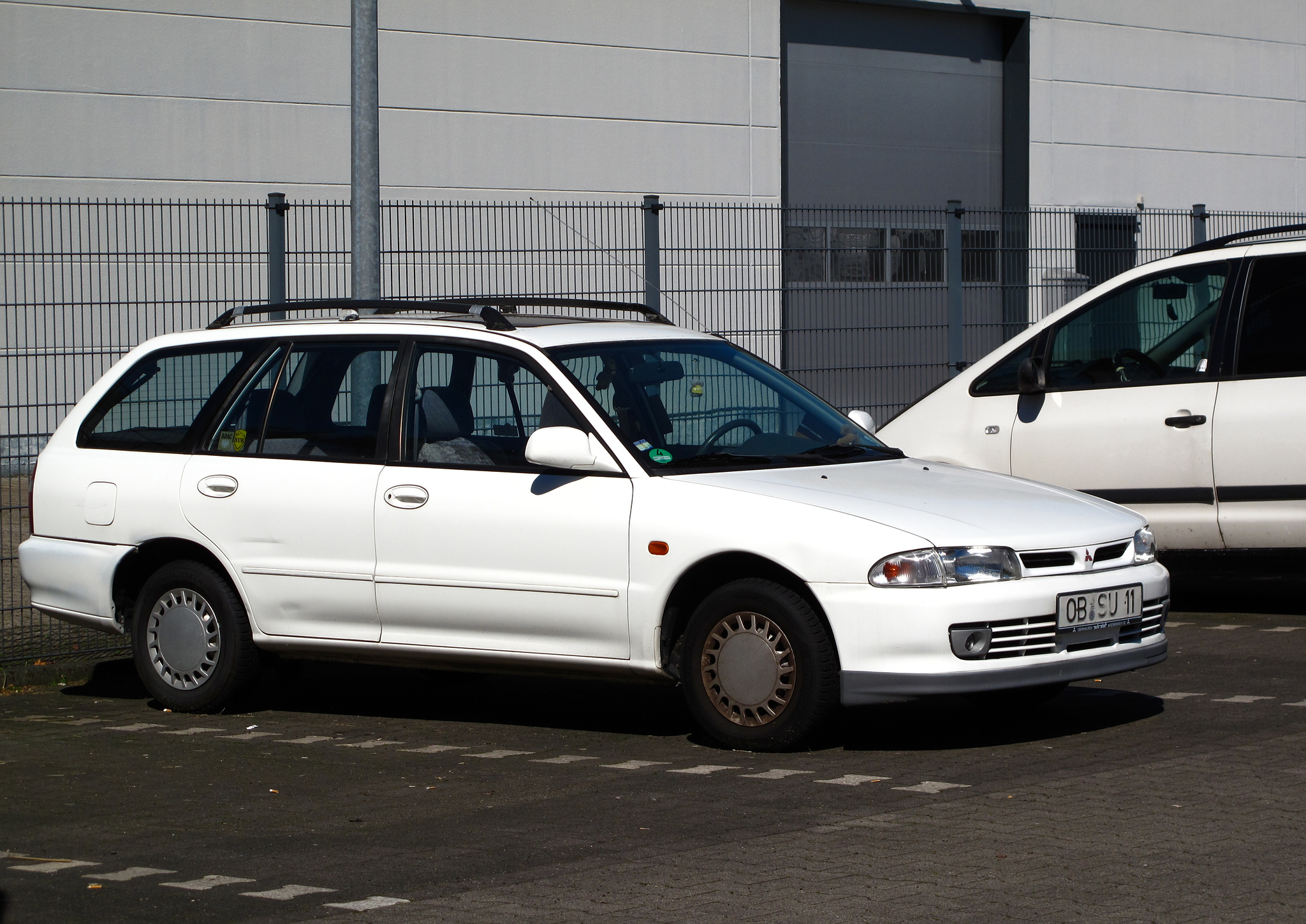
Mitsubishi Lancer VII в кузове универсал.

## Восьмое и девятое поколение
Восьмое поколение
Весной 2000 года в Японии был представлен Mitsubishi Lancer (CS,CT) в кузове CS, получивший собственное имя Cedia (от слов Century Diamond — «бриллиант века»). В том же году с некоторыми внешними изменениями производство было запущено на Тайване, а позднее в Таиланде, Филиппинах и Индии.

На основе 8 и 9 поколения также выпускались модели Lancer Evolution VII, VIII и IX поколений.

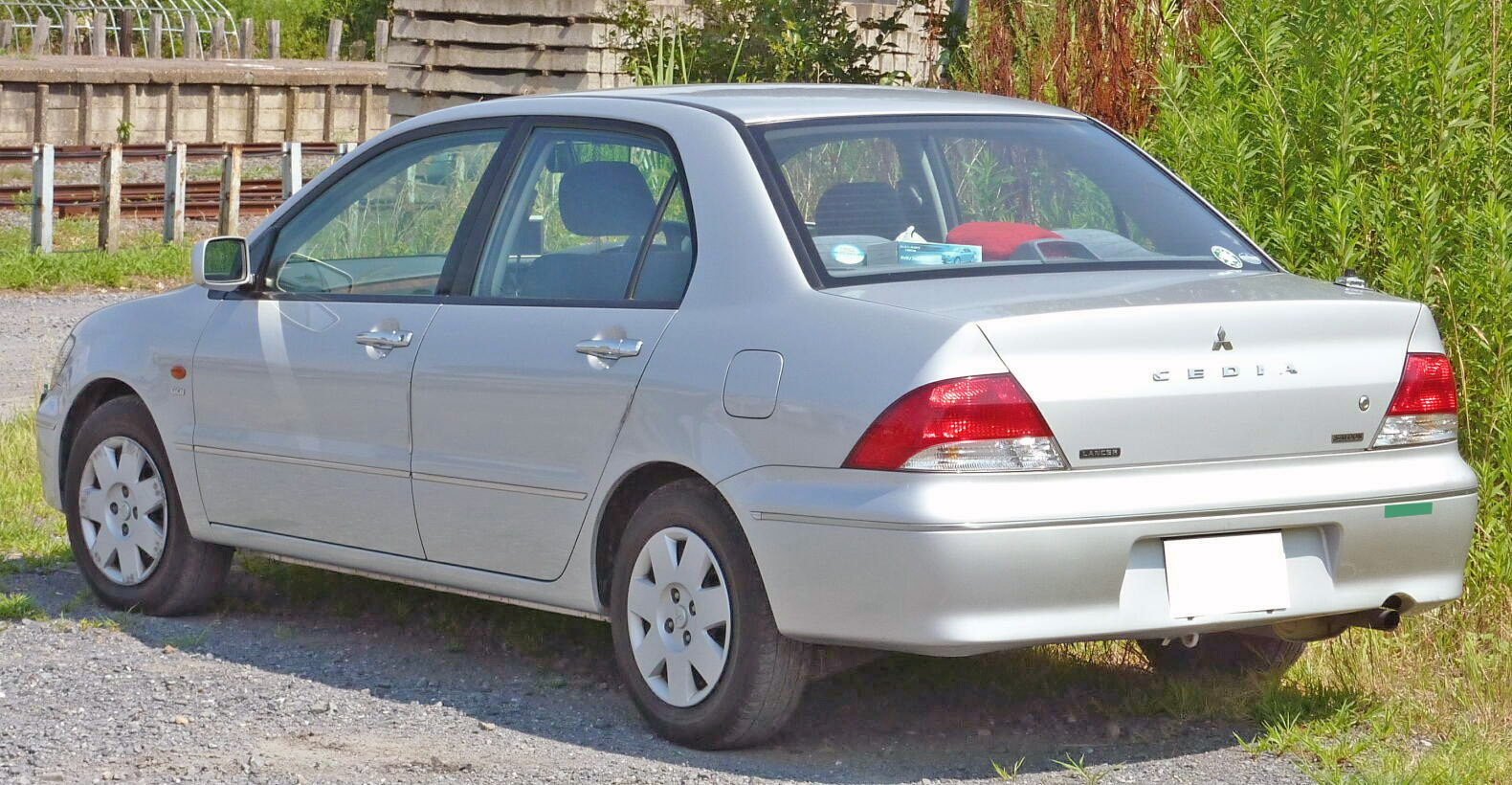
Седан Lancer Cedia, Япония.
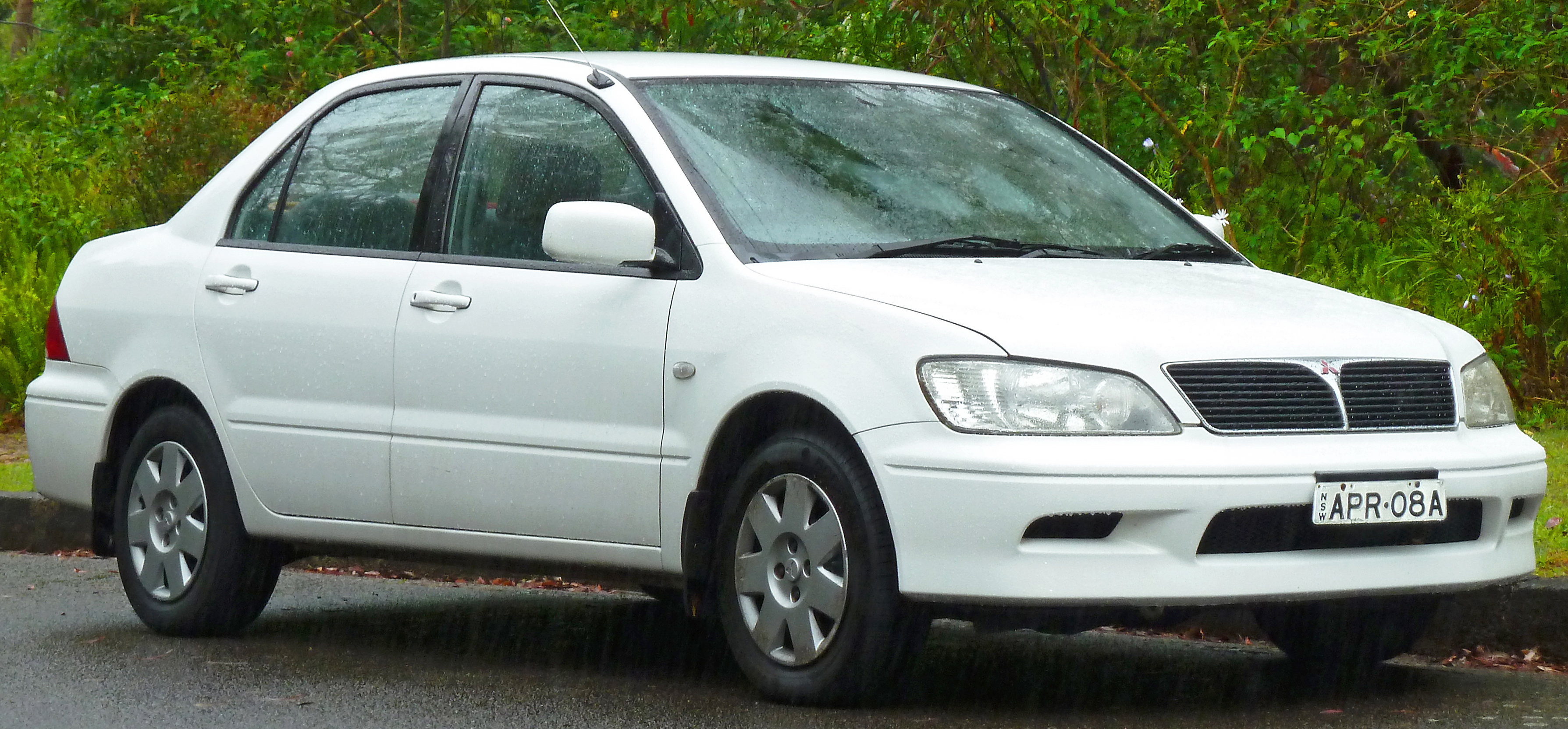
Седан Lancer, версия для Австралии.
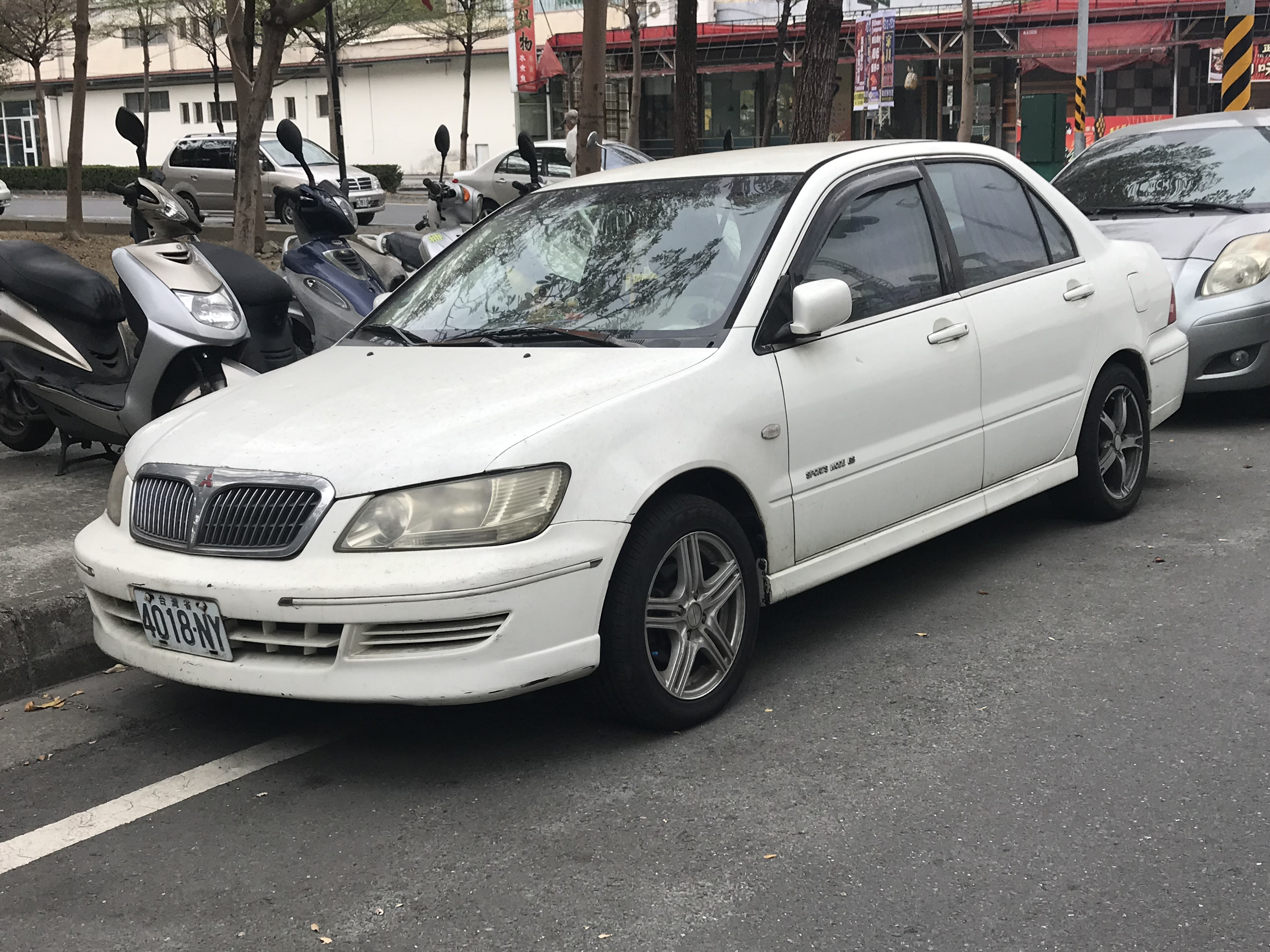
Седан Lancer, версия для Тайваня.

Девятое поколение

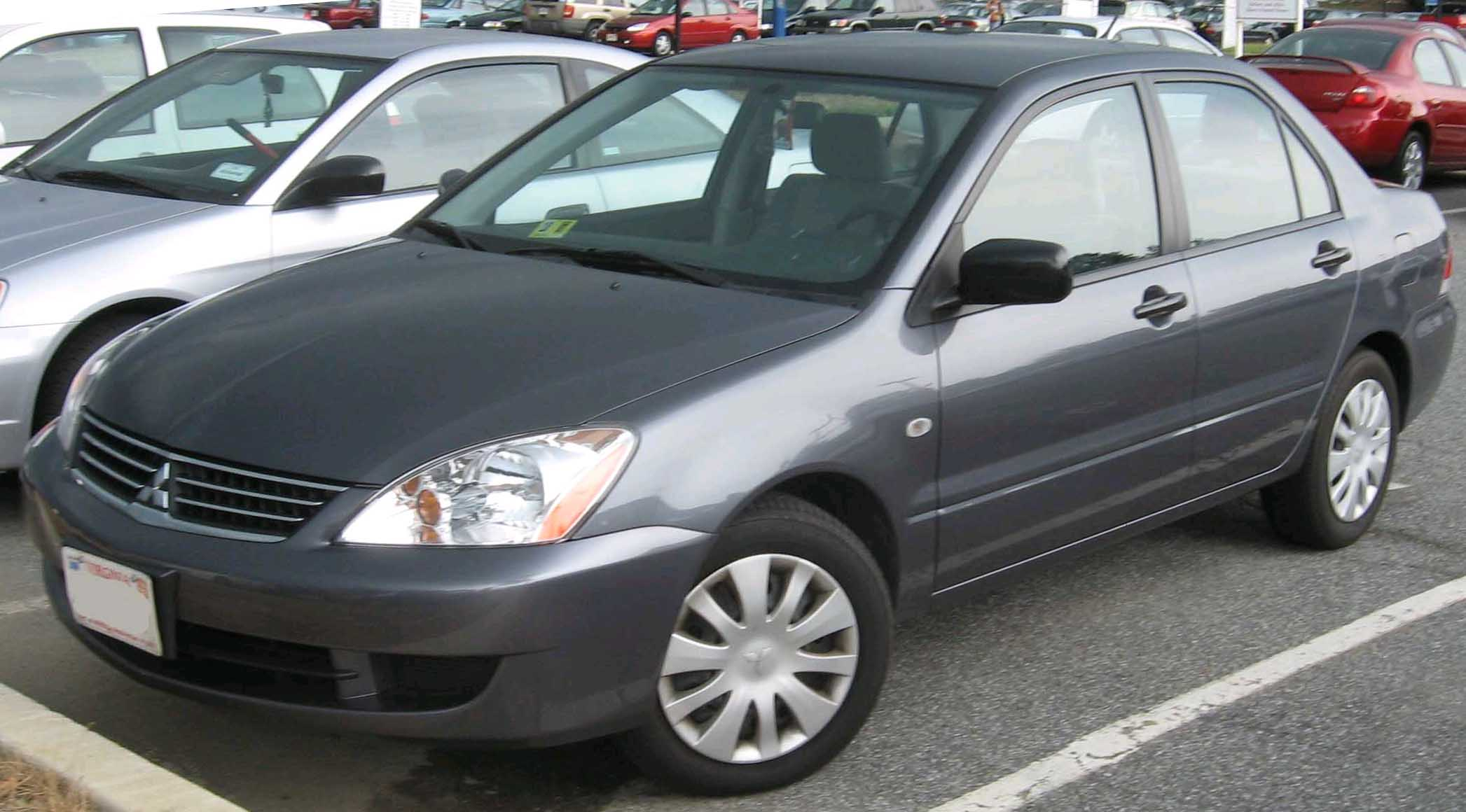
Lancer ES, американская версия.

В 2003 году модель получила глубокий фейслифтинг — были изменены передние и задние фары, решетка радиатора и крышка багажника. Обновленная модель вышла на европейский рынок под названием Lancer 9. Дебют состоялся в марте 2003 года на автосалоне в Москве. Lancer стал больше и предлагался с кузовами седан и универсал, а от японской версии Lancer Cedia отличался иным оформлением передней и задней части кузова автомобиля, более дешёвой отделкой салона, отсутствием полного привода и автоматической (CVT) трансмиссией. Гамма моторов для Европы включала три бензиновые версии рабочим объёмом 1,3, 1,6 и 2,0 л. Этот автомобиль в СНГ принято считать девятым поколением Lancer, хотя правильнее его считать версией восьмого поколения. Модели после фейслифта также продавались в Австралии как кузов CH и в США, где автомобиль впервые продавался как Lancer.

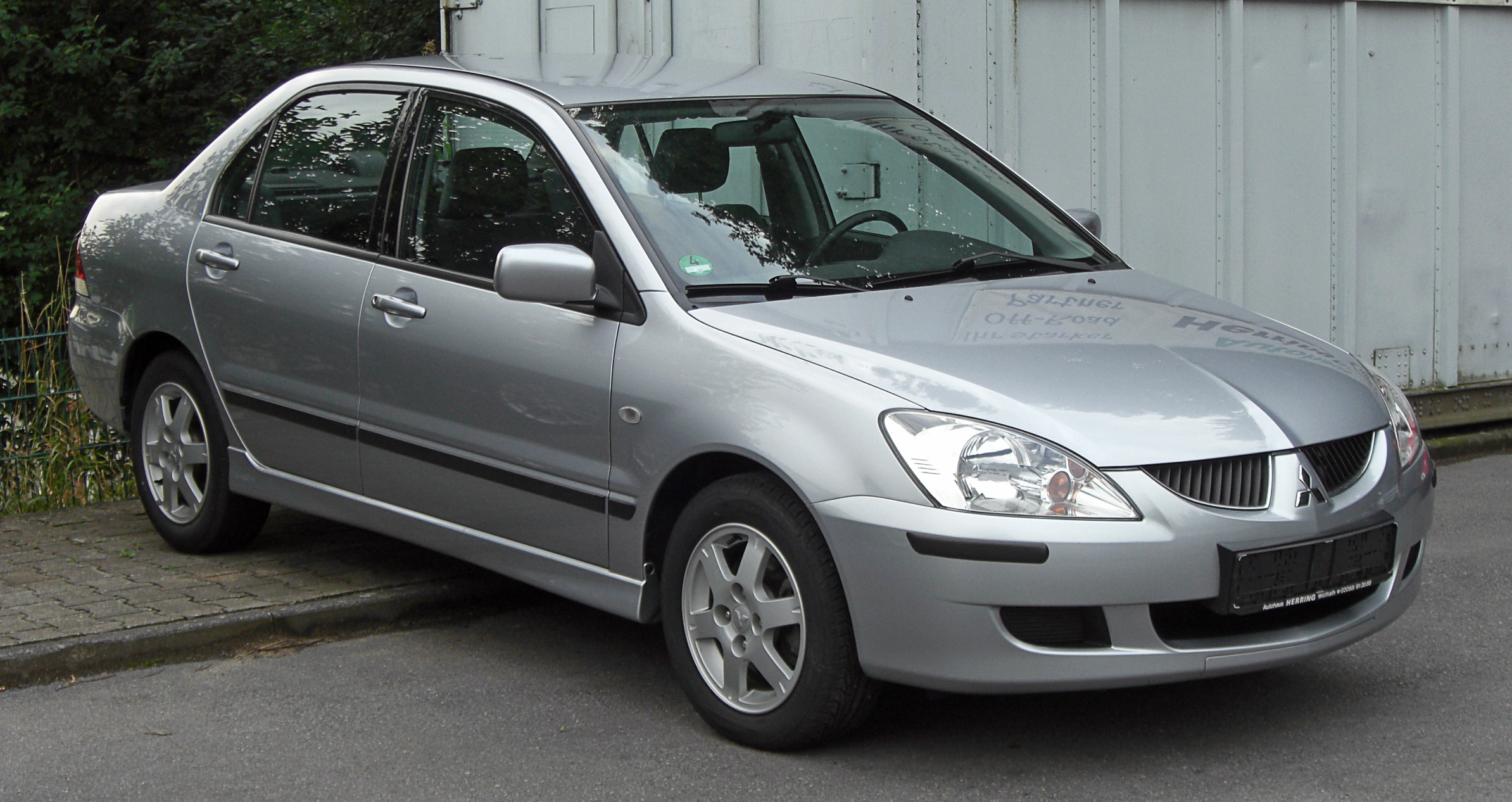
Седан Lancer, европейская версия.

Для японского рынка Lancer оснащали более экономичными двигателями (GDI) объёмом 1,5 и 1,8 л. (100 л. с. и 130—137 л. с.), в кузове универсал оснащался турбированным двигателем объёмом 1,8 л. (165 л. с.) и автоматической четырёхступенчатой трансмиссией. Северной Америке предлагалась модификация с четырёхцилиндровым мотором объёмом 2,4 л. (164 л. с.).

## Десятое поколение

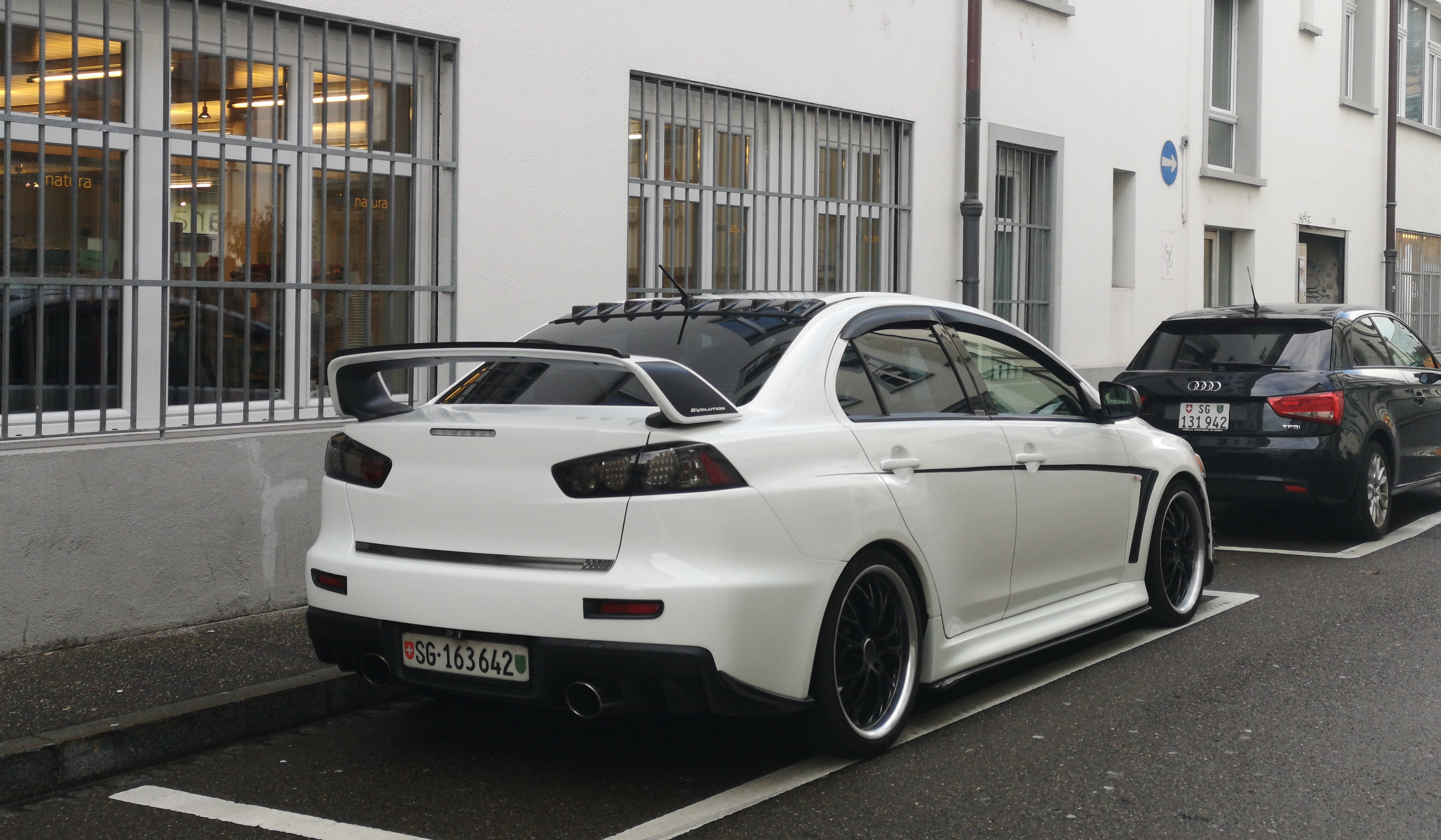
Mitsubishi Lancer Evo X Sedan.

В 2005 году Mitsubishi Motors Corporation представила два концепта — Concept-cX на токийском мотор-шоу и Concept-Sportback на автосалоне во Франкфурте. Именно эти концептуальные модели легли в основу нового Lancer (CY, CZ) в кузове CY и его заряженного брата EVO X в кузове CZ. Новый Lancer был официально представлен в январе 2007 года на автомобильном шоу в Детройте и появился в продаже на североамериканском рынке в марте того же года как модель 2008 модельного года. В новом Lancer используется разработанный Mitsubishi безопасный кузов следующего поколения RISE. Имеется полноприводная версия (автоматически подключаемый полный привод позаимствован у Outlander XL).
В России Mitsubishi Lancer X получил премию «Автомобиль года по версии Рунет», а по данным страховой компании «РОСНО» занял первое место в списке страховых выплат у страховых компаний по угону за первое полугодие 2009 года.

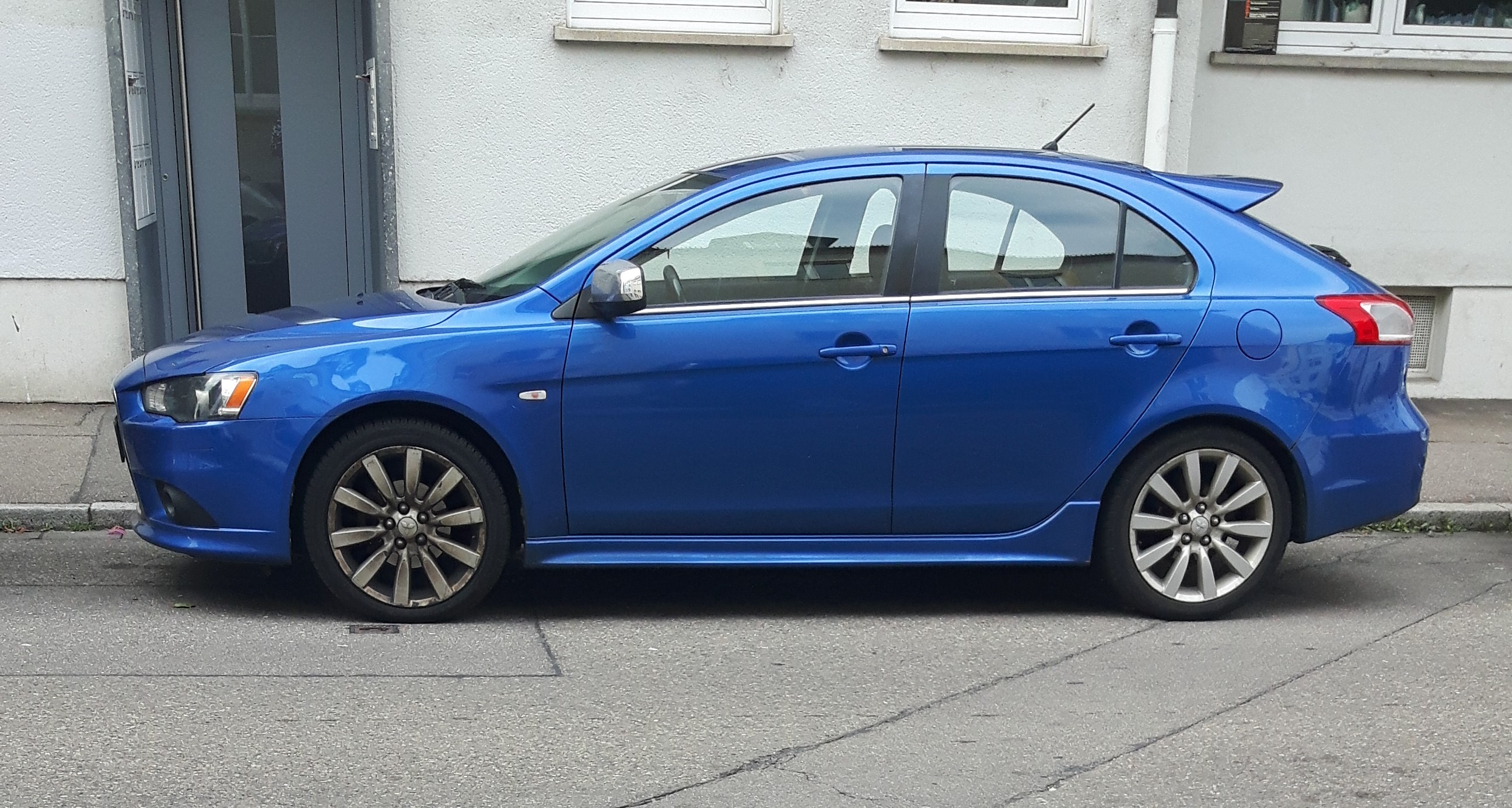
Mitsubishi Lancer X Sportback (Hatch).

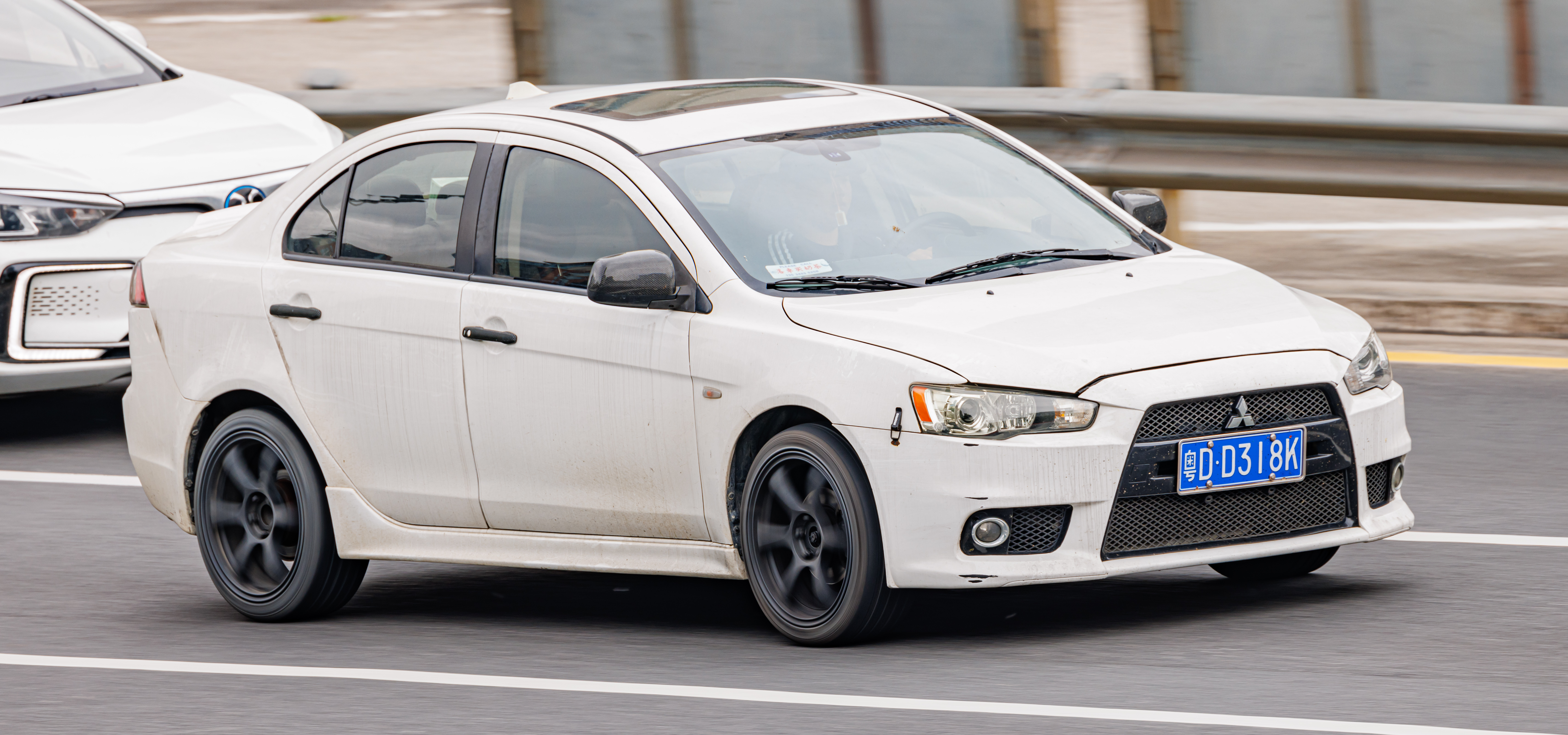
Mitsubishi Lancer X Sedan.

По данным статистики МВД Украины за 2010-11 год Mitsubishi Lancer был самой угоняемой иномаркой в СНГ.
На внутреннем рынке Японии модель Lancer десятого поколения известна как Mitsubishi Galant Fortis (исключение составляет модификация Lancer Evolution X).
В 2017 году вице-президент автокомпании Дон Сверинген сообщил, что модель снимают с производства. У неё нет преемника, и теперь силы компании сосредоточены на иных перспективных сегментах. Сверинген пояснил, что рынок седанов сокращается и производитель намерен сосредоточиться на выпуске кроссоверов городского типа.

## Oдиннадцатое поколение (Тайвань)

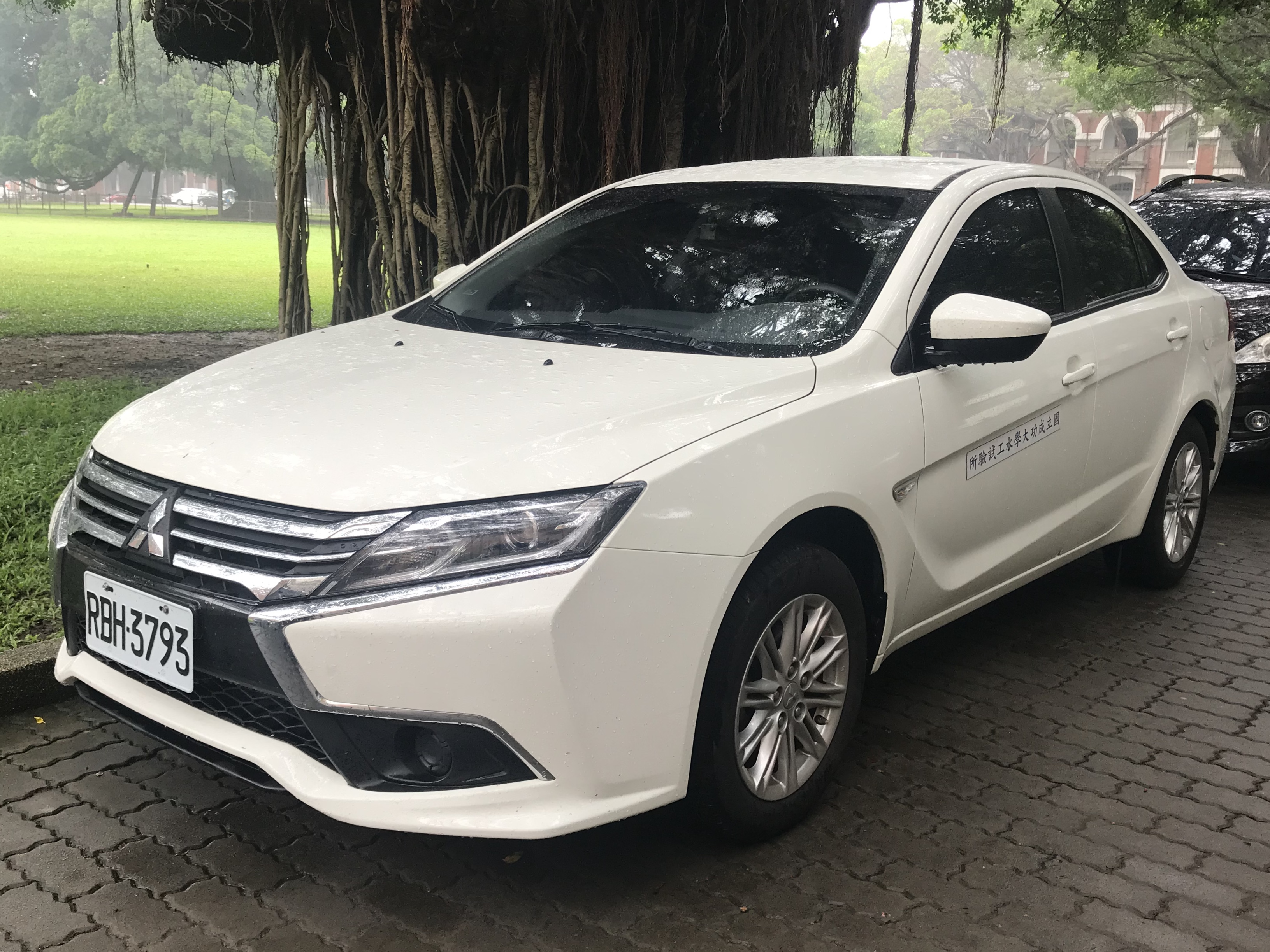
Mitsubishi Lancer XI China Sedan.

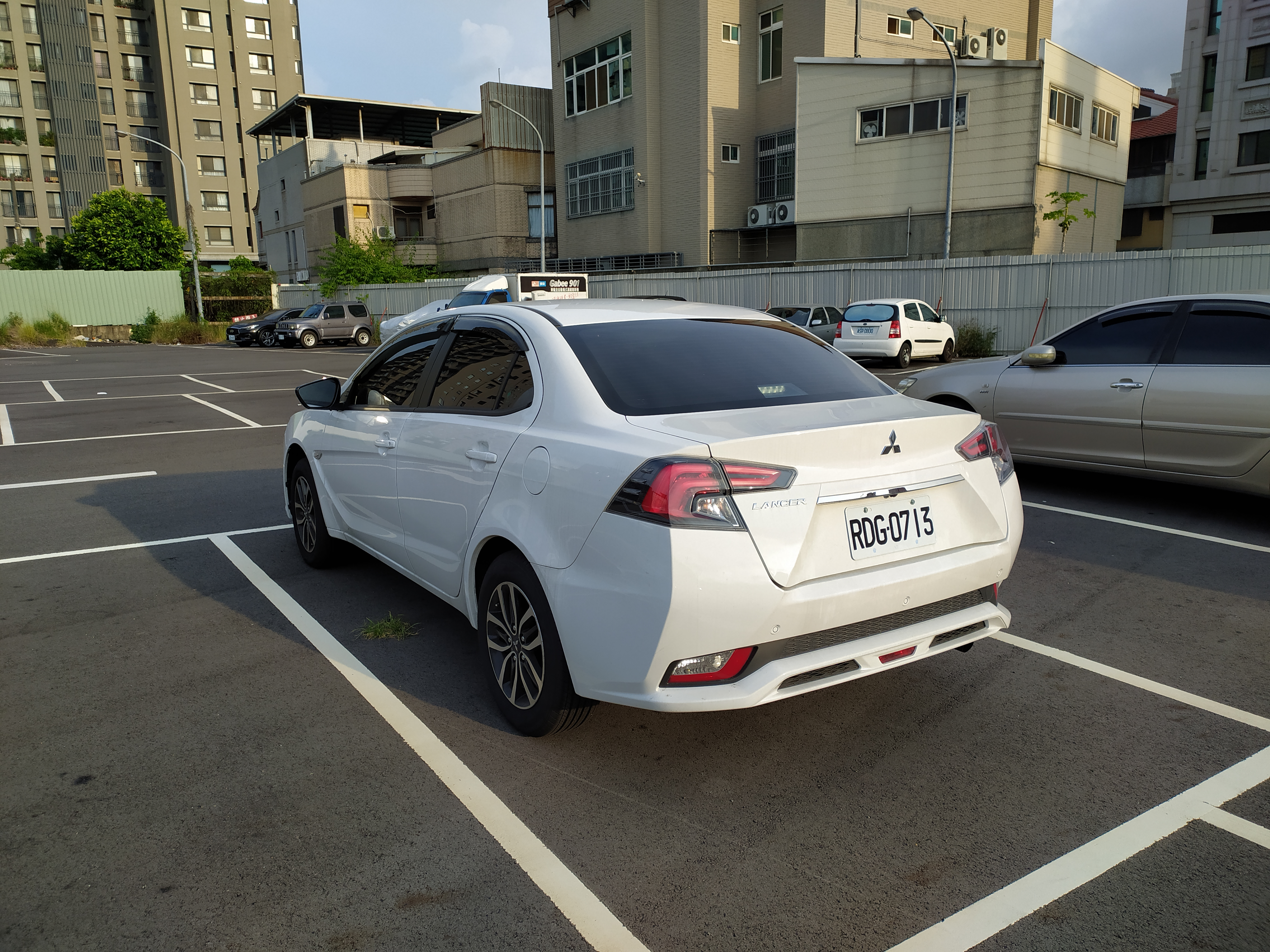
Mitsubishi Lancer XI China Sedan back.

В январе 2017 года Mitsubishi Motors согласилась продолжить использование марки Lancer на некоторых азиатских рынках, таких как Тайвань и Китай , после 2017 года из-за сохраняющегося спроса на марку Lancer в китайскоязычном мире. Разработка нового Grand Lancer на Тайване была проведена Taiwanese China Motor Corporation (CMC). Часть дизайна была разработана в партнерстве с Pininfarina Shanghai . В связи с прекращением выпуска международной версии Lancer , новое поколение построено на той же платформе, что и существующая модель Х семейства, но в качестве обширного фейслифтинга. Он поставляется с новой решеткой радиатора Mitsubishi Dynamic Shield и переработанными складками на боковых панелях кузова. Интерьер, капот, передние бамперы, передние крылья, передние и задние дверные панели, включая форму окошка задней пассажирской двери, крышка багажника и задний бампер были полностью переработаны для нового поколения, в то время как остальное перенесено из модели Х-семейства до 2017 года.

## Краш-тесты
В 1998 году Mitsubishi Lancer прошёл тестирование по методике Euro NCAP и получил рейтинг две звезды для пассажиров и несовместим с жизнью для пешеходов.
| Euro NCAP                                         | Euro NCAP | Euro NCAP | Euro NCAP |
| ------------------------------------------------- | --------- | --------- | --------- |
| Рейтинги                                          | Пассажир  |           | 14        |
| Рейтинги                                          | Пешеход   |           | 14        |
| Протестированная модель: Mitsubishi Lancer (1998) |           |           |           |

В 2009 году новый Lancer прошёл тестирование Euro NCAP по новой методике, получив в нём 5 из 5 звёзд:
| Euro NCAP                                                                   | Euro NCAP | Euro NCAP | Euro NCAP             |
| --------------------------------------------------------------------------- | --------- | --------- | --------------------- |
| · общий рейтинг                                                             |           |           |                       |
| 81%                                                                         | 80%       | 34%       | 71%                   |
| взрослый пассажир                                                           | ребёнок   | пешеход   | активная безопасность |
| Протестированная модель: Mitsubishi Lancer Sportback 1.8 Invite, LHD (2009) |           |           |                       |